# Манок
Мано́к — приспособление или инструмент, имитирующий своим звучанием голоса зверей или птиц. Служит для их приманивания, например, на охоте. С помощью манка охотник издаёт звуки, похожие на кормовые сигналы или звуки ухаживания определённого животного.

## Конструкция
Конструкция манка может быть разнообразной. Существуют различные типы манков: фабричного изготовления — металлические, деревянные и пластмассовые; самодельные — из косточки заячьей лапы или гусиного крыла, дерева, бересты или жести. Чаще всего звук извлекается колеблющемся (в потоке выдыхаемого воздуха) язычком, то есть резонатором, расположенным в мундштуке. Но манок может состоять и из простой трубки. Также для уток и гусей применяют манки ручного типа с небольшим гофрированным шлангом.